# ويتني أليسون
ويتني أليسون (بالإنجليزية: Whitney Allison)‏ هي دراجة أمريكية، ولدت في 1 مارس 1988 في ساكرامنتو في الولايات المتحدة.

## وصلات خارجية
- ويتني أليسون على موقع الاتحاد الدولي للدراجات (الإنجليزية)
- ويتني أليسون على موقع أرشيف الدراجات (الإنجليزية)
- ويتني أليسون على موقع إحصائيات الدراجات الإحترافية (الإنجليزية)